# せり (格闘家)
せり（1975年1月7日 - ）は、日本の女性元総合格闘家、元キックボクサー、元プロボクサー。東京都豊島区出身。

## 来歴
SOD女子格闘技道場に入門後、2004年3月20日のスマックガールFでの藤野恵実戦でデビュー。
2005年4月29日、SMACKGIRL-F 2005で開幕した新人トーナメントNext Cinderella Tournament 2005の59kg級に出場。1回戦で赤野仁美に腕ひしぎ十字固めで一本負け。
2006年10月29日、日本女子ボクシング協会の大会でボクシングデビューを果たし、ウルフ日向と対戦し判定ドロー。
2006年5月にSOD女子格闘技道場が閉鎖となり、6月から、せり自身の発案で「巴御前」から命名した「巴組」所属となった。
2006年6月30日、SMACKGIRL 2006 〜頂女決戦〜で高林恭子に判定勝ち。
2006年9月15日、SMACKGIRL 2006 〜群女割拠〜でWINDY智美にKO負け。
2006年11月19日、club DEEP 富山 -野蛮人祭り5-でMIKUに腕ひしぎ十字固めで一本負け。
2007年5月20日、「女祭り」ディファ有明大会のキックボクシングルールで成沢紀予を判定で下し、初代J-GIRLS認定バンタム級王者となった。
2007年8月12日、マーシャルアーツ日本キックボクシング連盟興行でキックボクシングルールで早千予の引退試合の相手を務め、判定負け。
2007年10月31日付で巴組を離脱、11月5日に以前から練習に通っていたファングジムに移籍した。
2008年1月12日、キックボクシングルールで正木純子を3-0の判定で退けバンタム級王座の初防衛に成功したのを最後に試合から遠ざかっていたが、同年12月にJ-NETWORKに引退を表明し、同王座のベルトを返上した。

## 戦績

### プロ総合格闘技
| 総合格闘技 戦績 | 総合格闘技 戦績 | 総合格闘技 戦績 | 総合格闘技 戦績 | 総合格闘技 戦績 | 総合格闘技 戦績 | 総合格闘技 戦績 |
| --------------- | --------------- | --------------- | --------------- | --------------- | --------------- | --------------- |
| 19 試合         | (T)KO           | 一本            | 判定            | その他          | 引き分け        | 無効試合        |
| 9 勝            | 1               | 2               | 6               | 0               | 0               | 0               |
| 10 敗           | 1               | 4               | 4               | 1               | 0               | 0               |

| 勝敗 | 対戦相手     | 試合結果                 | 大会名                                                                                             | 開催年月日     |
| ×    | MIKU         | 1R 3:17 腕ひしぎ十字固め | club DEEP 富山 -野蛮人祭り5-                                                                       | 2006年11月19日 |
| ×    | WINDY智美    | 2R 1:15 KO（膝蹴り）     | SMACKGIRL 2006 〜群女割拠〜                                                                        | 2006年9月15日  |
| ○    | 高林恭子     | 5分2R終了 判定2-1        | SMACKGIRL 2006 〜頂女決戦〜                                                                        | 2006年6月30日  |
| ×    | ゆうこ       | 5分2R終了 判定0-2        | G-SHOOTO plus 06                                                                                   | 2006年6月11日  |
| ○    | 小八ヶ代真紀 | 5分2R終了 判定3-0        | SMACKGIRL-F 2006 〜The Next Cinderella Tournament 2006〜                                           | 2006年5月3日   |
| ○    | YOKO         | 5分2R終了 判定3-0        | G-SHOOTO JAPAN 04                                                                                  | 2006年3月11日  |
| ○    | 内藤晶子     | 5分2R終了 判定3-0        | SMACKGIRL 2006 〜女神降臨〜                                                                        | 2006年2月15日  |
| ○    | 篠原光       | 5分2R終了 判定3-0        | SMACKGIRL 2005 〜最軽量記念日〜                                                                    | 2005年11月29日 |
| ○    | 黒田エミ     | 1R 3:23 KO（パンチ）     | G-SHOOTO Plus 02                                                                                   | 2005年7月12日  |
| ×    | 伊藤あすか   | 3分3R終了 判定0-2        | パンクラス PANCRASE 2005 SPIRAL TOUR                                                               | 2005年6月5日   |
| ○    | チェ・ボラム | 1R 0:41 腕ひしぎ十字固め | SMACKGIRL 〜KOREA 2005〜                                                                           | 2005年5月21日  |
| ×    | 赤野仁美     | 2R 1:25 腕ひしぎ十字固め | SMACKGIRL-F 2005 〜今年もやるぞ! スマックF祭り〜 【Next Cinderella Tournament 2005 -59kg級 1回戦】 | 2005年4月29日  |
| ○    | 内藤晶子     | 5分2R終了 判定3-0        | 女子格闘技新潟復興祭2005（SMACKGIRL）                                                              | 2005年4月10日  |
| ×    | SAYAKA       | 1R 3:59 横三角絞め       | G-SHOOTO JAPAN 02                                                                                  | 2005年3月12日  |
| ×    | 村上京子     | 1R 2:13 腕ひしぎ十字固め | G-SHOOTO Plus 01                                                                                   | 2005年2月11日  |
| ○    | バッカス羽鳥 | 2R 2:08 腕ひしぎ十字固め | SMACKGIRL-F                                                                                        | 2005年1月8日   |
| ×    | 木村由佳     | 5分2R終了 判定0-3        | SMACKGIRL 2004 〜WORLD ReMix〜                                                                     | 2004年12月19日 |
| ×    | 筒井千尋     | 1R 3:48 腕ひしぎ十字固め | CROSS SECTION                                                                                      | 2004年9月4日   |
| ×    | 藤野恵実     | 5分2R終了 判定0-3        | SMACKGIRL F 〜Next Cinderella Tournament 2nd stage & SG-F7〜                                       | 2004年3月20日  |

### アマチュア総合格闘技
| 勝敗 | 対戦相手   | 試合結果              | 大会名                                  | 開催年月日    |
| ○    | 浜田真里江 | 判定3-0               | SG-F6【打撃あり】                       | 2004年2月1日  |
| ×    | 小林英美   | 2:09 腕ひしぎ十字固め | SG-F6【打撃なし】                       | 2004年2月1日  |
| ×    | 藤野恵実   | 4分1R 判定0-3         | SMACKGIRL-F5【SGS-F（打撃あり）ルール】 | 2003年12月6日 |
| ○    | 長島佳代子 | 4分1R 判定3-0         | SMACKGIRL-F5【SGS-F（打撃あり）ルール】 | 2003年12月6日 |

### キックボクシング
| 勝敗 | 対戦相手   | 試合結果          | 大会名                                                                                                 | 開催年月日    |
| ○    | 正木純子   | 2分5R終了 判定3-0 | J-NETWORK「J-GIRLS 白雪祭り」 【J-GIRLSバンタム級タイトルマッチ】                                      | 2008年1月12日 |
| ×    | 早千予     | 3分3R終了 判定0-3 | マーシャルアーツ日本キックボクシング連盟 「KICK GUTS 2007 〜梶原一騎21回忌追悼記念・第10回梶原一騎杯」 | 2007年8月12日 |
| ○    | 成沢紀予   | 2分3R終了 判定2-0 | J-NETWORK「J-GIRLS 女祭り Final round」 【J-GIRLS認定初代王座決定トーナメント バンタム級 決勝】        | 2007年5月20日 |
| ○    | AZUMA      | 2分3R終了 判定2-0 | J-NETWORK「J-GIRLS 女祭り 2nd round」 【J-GIRLS認定初代王座決定トーナメント バンタム級 準決勝】        | 2007年3月31日 |
| ○    | 成沢紀予   | 2分3R終了 判定2-0 | J-NETWORK「J-FIGHT 11」                                                                                | 2006年8月20日 |
| ○    | 永島梢     | 2分3R終了 判定2-0 | 女子キックボクシング「天空」 New Beginning 〜女の夢 全て託して舞い上がれ〜                             | 2006年3月4日  |
| ○    | 佐々木仁子 | 2分3R終了 判定2-0 | J-NETWORK「GO! GO! J-NET '05 〜SKY HIGH〜」                                                            | 2005年9月21日 |
| ○    | 龍子       | 2分3R終了 判定3-0 | 女子キックボクシング「天空」〜大和撫子の闘い〜                                                         | 2005年8月28日 |
| ×    | 桜朋梨恵   | 3分2R終了 判定0-2 | 新日本キックボクシング協会「ANGEL'S 2nd」                                                              | 2005年3月27日 |

### ボクシング
| 勝敗 | 対戦相手   | 試合結果          | 大会名                                                                              | 開催年月日     |
| ×    | ツナミ     | 1R 1:41 KO        | JWBC 『女拳闘士・最強祭』                                                           | 2006年12月15日 |
| △    | ウルフ日向 | 2分4R終了 判定1-0 | J-NETWORK＆日本女子ボクシング協会 第1回女子キック＆女子ボクシング合同興行『女祭り』 | 2006年10月29日 |